# Corradino di Svevia
Corrado di Sicilia o Hohenstaufen, detto Corradino (Landshut, 25 marzo 1252 – Napoli, 29 ottobre 1268), è stato duca di Svevia (1254-1268, come Corrado IV), re di Sicilia (1254-1258, Corrado II) e re di Gerusalemme (1254-1268, Corrado III). Fu l'ultimo degli Hohenstaufen regnanti.

## Biografia

### Infanzia
Era figlio dell'imperatore Corrado IV e di Elisabetta di Baviera. Alla morte di suo padre, avvenuta quando aveva solo due anni, Corradino gli succedette nella titolarità delle corone della casata. Corrado IV, pur scomunicato da papa Innocenzo IV, aveva affidato a lui l'erede. Innocenzo era intenzionato a offrire il regno di Sicilia a Edmondo, di soli nove anni, figlio di Enrico III d'Inghilterra, ma, vedendosi data la reggenza del regno, sospese l'accordo. Il fratellastro di Corrado IV, Manfredi, si recò dal pontefice per far valere subito la sovranità del nipote, ma il Papa obiettò che Corradino era troppo piccolo e, fino all'età adulta, al Papato sarebbe spettata la reggenza.
Manfredi accettò, prese tempo e si preparò ad attaccare militarmente il Papa per prendere il controllo del regno, ma, dopo la prima sconfitta militare, il pontefice morì per malattia. La reggenza passò a papa Alessandro IV. Data la tenerissima età di Corradino, l'uomo forte della fazione sveva non poteva che essere suo zio Manfredi, il quale ne usurpò il trono (la vulgata vuole anche facendo spargere la voce, falsa, della morte del bimbo), ma forse furono le circostanze a fare di suo zio un usurpatore di fatto e, di conseguenza, il re. Manfredi godeva di un prestigio immenso presso i suoi, sia per le sue qualità di condottiero sia per quelle di uomo di corte e di amante delle lettere e delle arti.
Insomma, con la morte di Corrado forse parve naturale che il comando dovesse essere di Manfredi e certo il principe di Taranto non si fece troppi scrupoli legalistici. Corradino, re di Sicilia, dai due ai sei anni d'età crebbe così in disparte in Baviera, lontano dall'agone italiano, il vero terreno dello scontro tra guelfi e ghibellini, tra papato e impero. Crebbe sotto l'ala protettiva di sua madre, dedito alla poesia e alle virtù cortesi. Il 24 ottobre 1266 probabilmente sposò per procura Sofia di Landsberg, figlia di Teodorico di Landsberg, margravio di Landsberg, su consiglio del tutore Ludovico II di Baviera. Se il matrimonio sia avvenuto o sia stato soltanto una promessa di matrimonio, è oggetto di dibattito tra gli studiosi.
Tuttavia, dopo la morte dello zio Manfredi, ucciso nella battaglia di Benevento il 26 febbraio 1266, i ghibellini italiani ne invocarono la discesa nella penisola e Corradino nel settembre del 1267 si mosse finalmente alla riconquista del suo regno, passato nel frattempo sotto la corona francese di Carlo I d'Angiò, il vincitore di Benevento. I dignitari tedeschi, invece, si limitarono a osservare lo svolgersi degli eventi. Ancora una volta, anche al suo epilogo, la storia degli Hohenstaufen era un fatto essenzialmente italiano.

### La discesa in Italia

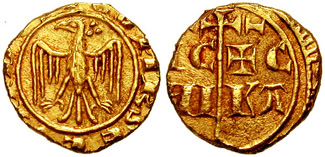
Tarì di Corradino

Corradino arrivò in Italia, accompagnato dall'amico e cugino Federico I di Baden-Baden, con il quale condivise fino alla morte la sua impresa. Venne ben accolto a Verona, a Pavia e specialmente a Pisa, città da tempo legatissima alla sua casata e senza oscillazioni di fede ghibellina, se si eccettua l'appoggio pisano dato inizialmente a Ottone IV di Brunswick, antagonista di Federico II nell'ascesa al trono imperiale. I pisani misero a sua disposizione danaro e soprattutto la loro potenza marinara. Giunto a Roma, gli venne tributato un vero e proprio trionfo e molti furono i romani che lo seguirono in battaglia, guidati da Enrico di Castiglia, senatore di Roma che, pur imparentato con l'Angiò e con il beneplacito di questi salito alla guida della municipalità capitolina, abbandonò il partito guelfo-angioino per sposare le sorti ghibelline. Il Papa non attese lo Staufen a Roma, ma si ritirò a Viterbo.
A proposito dell'apoteosi romana, il grande storico Ernst Kantorowicz ebbe a considerare che ciò che non era mai riuscito al grande Federico, trionfare a Roma, riuscì al piccolo Corradino. Il trionfo romano fu però effimero. Anche a sud la discesa di Corradino risvegliò entusiasmi filo-svevi e in particolare nella enclave musulmana di Lucera, i cui guerrieri, ancora una volta, si dimostrarono fedelissimi agli Staufen e alla memoria di Federico II, del quale erano stati per decenni la temibile guardia scelta.
“Presa” l'Urbe, Corradino valutò l'ipotesi di espugnare Viterbo e fare prigioniero il Papa, ma desistette, seguendo così l'esempio di suo nonno Federico, più volte trovatosi di fronte al dilemma se far cessare l'odio curiale mettendo in ceppi direttamente il Pontefice, ma sempre dissuaso dal compiere questo passo dalla facile previsione del disastro propagandistico che un'azione del genere avrebbe causato.
In ogni caso, tutti questi episodi impensierirono non poco la Curia papale, inizialmente assai scettica sulle possibilità di successo del giovane svevo; prova ne siano gli scritti di propaganda denigratoria del tempo, dove, per mettere all'erta i guelfi italiani, la Curia prende ad apostrofare Corradino come odioso basilisco, ultimo mostruoso parto della stirpe del drago. Sono i consueti toni apocalittici e di taccia di Anticristo, cui tutti gli Hohenstaufen, in primis il grande Federico II, dovettero sottostare. Anche lui, come tutti i suoi predecessori, fu scomunicato.
Incoraggiato dalle vittorie riportate in Toscana sugli Angioini dal suo sodale Federico duca d'Austria e da alcuni rilevanti successi marinari degli alleati pisani, che tra Calabria e Sicilia inflissero perdite ingenti alla flotta angioina, Corradino si illuse di aver facilmente ragione del nemico.

### La sconfitta e la fine

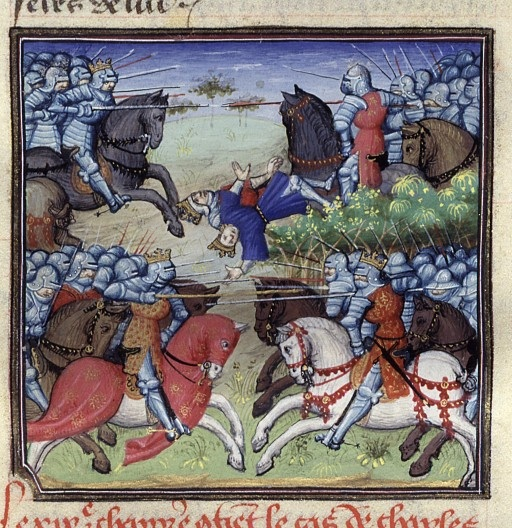
La battaglia di Tagliacozzo

Corradino si diresse quindi verso il sud e giunto alle porte del suo regno, ai Piani Palentini, tra Scurcola Marsicana e Albe, venne finalmente a contatto con le schiere di Carlo d'Angiò. Qui ebbe luogo la tragica e fatale battaglia che poi Dante Alighieri ha reso nota col nome di battaglia di Tagliacozzo, il 23 agosto 1268. Corradino fu sconfitto dopo un'apparente vittoria iniziale: è documentato che un nobile di parte angioina abbia indossato in battaglia le vesti di Carlo, esponendone le insegne. Caduto questo combattente, i ghibellini ebbero l'illusione di aver ucciso l'odiato francese e di avere in pugno la vittoria. Si lanciarono così all'inseguimento dei guelfi in apparente rotta, per essere poi travolti dalla carica di 800 cavalieri di parte angioina, fino ad allora tenuti in riserva. Lo schieramento ghibellino non resse il colpo e si disperse, subendo la strage.
Corradino si dette alla fuga, dirigendosi verso Roma. La città che poco tempo prima lo aveva trionfalmente accolto, si dimostrò ora ostile allo sconfitto. D'altronde, l'ira di Carlo verso i romani, ritenuti traditori per l'appoggio dato al giovane rampollo degli Hohenstaufen, fu terribile, come atrocemente sperimentarono i cittadini romani fatti prigionieri a Scurcola. Essi, infatti, furono barbaramente massacrati con inumani supplizi. Forse la statua di Arnolfo di Cambio, che raffigura Carlo d'Angiò in trono con un'espressione torva, dovette avere anche la funzione di monito al popolo romano sul prezzo dell'infedeltà. Il viatico di questi eventi non favorì la solidarietà dei romani verso il fuggiasco Corradino. Lo svevo e i suoi risolsero che sarebbe stato più prudente lasciare Roma per lidi più sicuri. Raggiunta con i suoi compagni Torre Astura, località del litorale laziale nei pressi di Nettuno, Corradino tentò di prendere il mare, probabilmente diretto verso la fedelissima Pisa. Fu invece tradito da Giovanni Frangipane, della prestigiosa omonima famiglia, signore del luogo, e consegnato a Carlo d'Angiò, che lo fece imprigionare a Napoli a Castel dell'Ovo. Processato e condannato a morte, fu decapitato a Campo Moricino (l'attuale piazza del Mercato di Napoli), il 29 ottobre 1268.

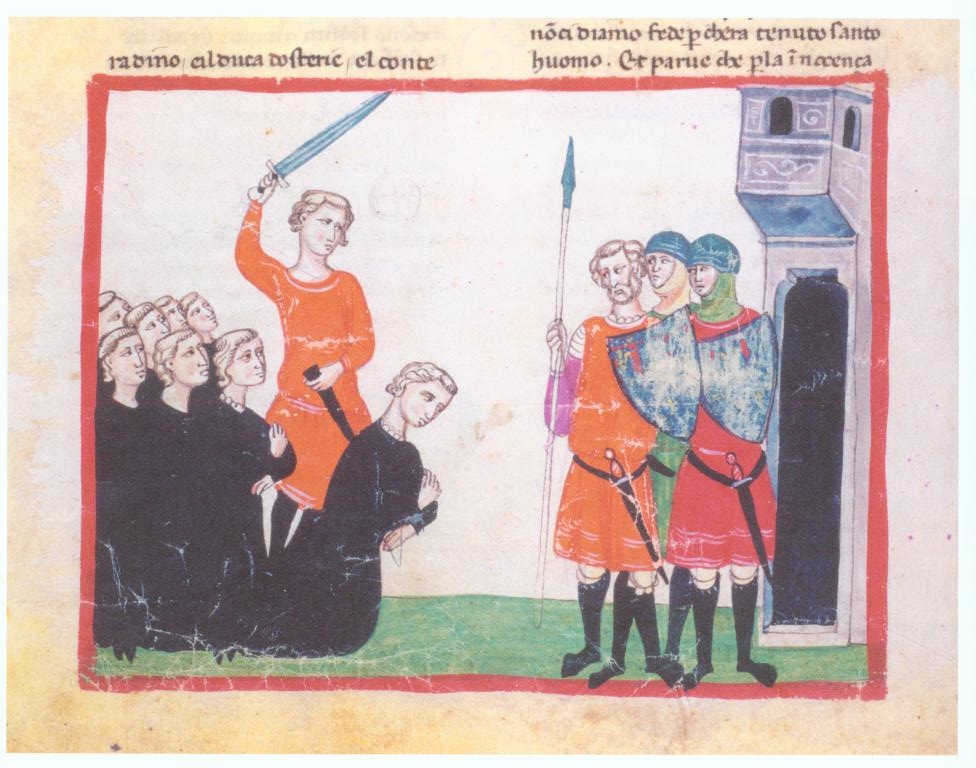
Decapitazione di Corradino

Carlo, implacabile nella decisione di giustiziare Corradino, ma temendo di alienarsi, con l'uccisione di un fanciullo, la fedeltà delle popolazioni conquistate (anche perché era ovvio che Corradino era incolpevole del crimine di majestas - cioè di infedeltà all'usurpatore francese - di cui era assurdamente imputato), volle giustificarsi con la difesa dei diritti della Chiesa, la cui autorità Corradino avrebbe minacciato; da ciò nacque la celebre frase attribuita a Clemente IV: Mors Corradini, vita Caroli. Vita Corradini, mors Caroli ("La morte di Corradino è la vita di Carlo. La vita di Corradino è la morte di Carlo"). Non ci sono documenti in cui il Papa, che invece più volte aveva rimproverato a Carlo la sua crudeltà e la durezza dei suoi metodi coi quali avrebbe perso il favore del popolo, abbia detto ciò; ci è pervenuta però una lettera di Carlo al Papa in cui gli dice che Corradino ha meritato la fine che spetta ai "persecutori della Chiesa".
I resti di Corradino e degli altri giustiziati, come era stato per lo zio Manfredi, non ebbero sepoltura; furono trascinati verso il mare, che dista pochi passi dal luogo del supplizio, e abbandonati, ricoperti solo parzialmente con sassi dal popolo impietosito. La salma fu recuperata e tumulata in una tomba solo con l'intervento della madre.

## Testimonianze

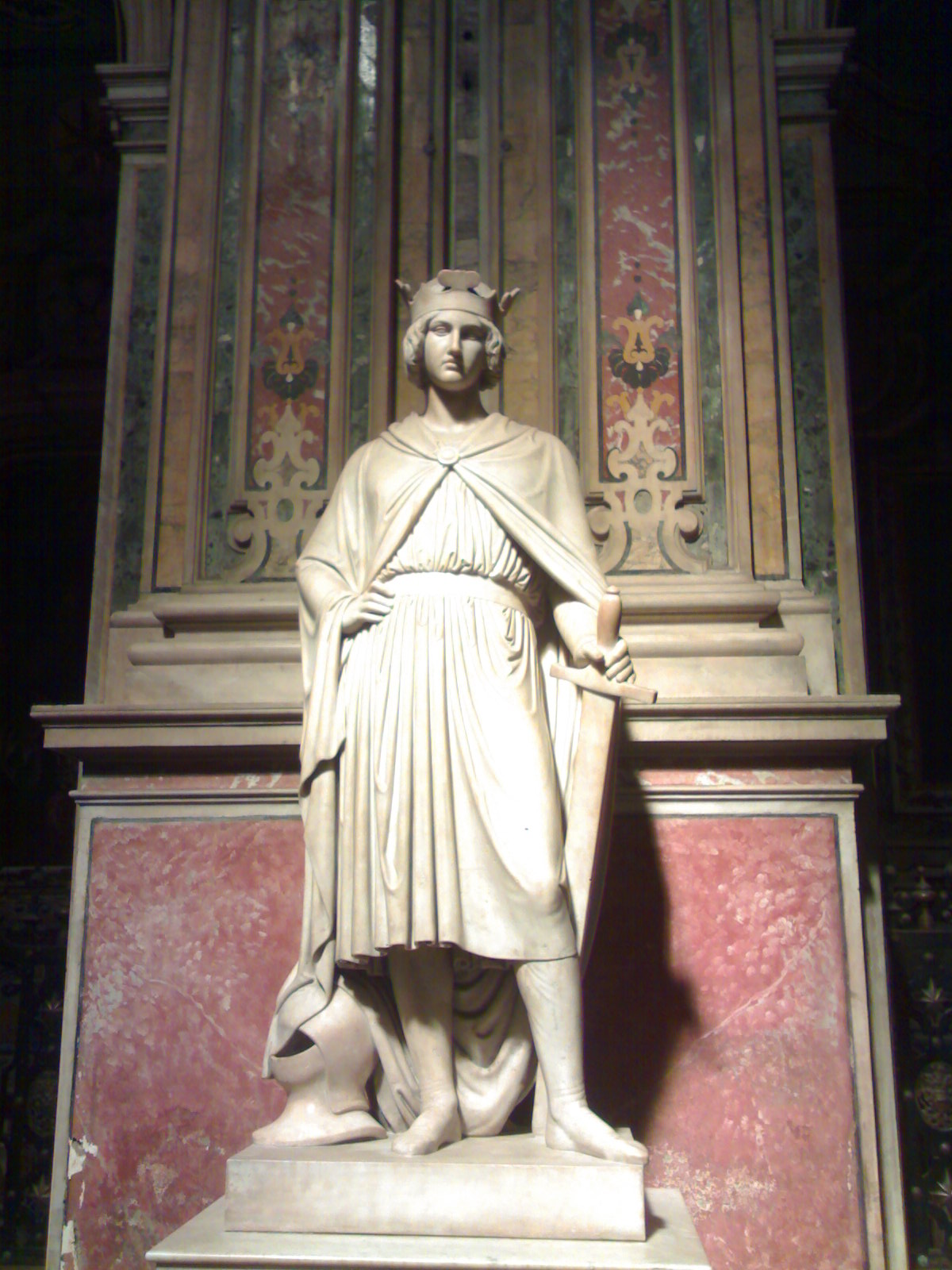
Bertel Thorvaldsen,
Monumento e tomba di Corradino di Svevia
Napoli, Basilica di Santa Maria del Carmine Maggiore

Sul luogo dove avvenne l'esecuzione fu edificata una chiesa, l'attuale Santa Croce e Purgatorio al Mercato, dove si trova una delle testimonianze più suggestive del triste avvenimento. Si tratta di una colonna commemorativa in porfido che reca incisa questa frase:
È invece nella vicina chiesa di Santa Maria del Carmine che sono sepolte le spoglie di Corradino, per decisione della madre: qui è visibile il monumento funebre dello sventurato principe, fatto erigere, secoli dopo, da Massimiliano II di Baviera e disegnato dallo scultore danese Bertel Thorvaldsen. La lastra frontale del basamento su cui poggia la statua di Corradino reca incisa la dedica del duca di Baviera, che definisce il giovane re “l'ultimo degli Hohenstaufen”. Ciò che se cronologicamente non è vero - lo zio Enzo, figlio di Federico II, sopravvisse a Corradino, sia pure per veder consumata inutilmente la propria vita nella perpetua prigionia bolognese – è certamente vero sul piano storico: in campo Moricino si consuma l'ultimo atto significativo della stirpe del Barbarossa e dello Stupor Mundi.
Nella chiesa, in virtù del lascito della madre, vanamente accorsa a Napoli per riscattarlo, vien detta annualmente una messa in suffragio di Corradino di Svevia.
Dopo l'8 settembre 1943, i monaci del Carmine dovettero occultarne le spoglie di cui Hitler aveva disposto il "ritorno" in Germania.
Ancora un'altra chiesa reca un'interessante testimonianza della vicenda di Corradino, vista, per così dire, dalla parte opposta: è l'abbazia di Santa Maria della Vittoria a Scurcola Marsicana, della quale rimangono solo ruderi. La chiesa oggi dedicata alla vittoria di Tagliacozzo, incastonata nella rocca Orsini, alla sommità del borgo di Scurcola, non è la chiesa originariamente fatta costruire da Carlo d'Angiò, per esaudire il voto fatto in caso di vittoria, ma fu ricostruita in epoca più tarda. Qui è custodita la Madonna della Vittoria, statua lignea francese del sec. XIII, donata dall'Angiò all'originaria abbazia e che una leggenda vuole realizzata personalmente dal re di Francia Luigi IX (San Luigi), fratello di Carlo. Dalla rocca Orsini lo sguardo spazia sui Piani Palentini, luogo della battaglia.

## Ascendenza
|                       |                     |                         | Genitori                 |  |  | Nonni |  |  | Bisnonni            |  |  | Trisnonni           |  |
|                       |                     |                         |                          |  |  |       |  |  | Enrico VI di Svevia |  |  | Federico Barbarossa |  |
|                       |                     |                         |                          |  |  |       |  |  | Enrico VI di Svevia |  |  | Federico Barbarossa |  |
|                       |                     | Beatrice di Borgogna    |                          |  |  |       |  |  | Enrico VI di Svevia |  |  |                     |  |
| Federico II di Svevia |                     |                         |                          |  |  |       |  |  | Enrico VI di Svevia |  |  |                     |  |
|                       |                     | Costanza d'Altavilla    | Ruggero II di Sicilia    |  |  |       |  |  |                     |  |  |                     |  |
|                       |                     | Costanza d'Altavilla    | Ruggero II di Sicilia    |  |  |       |  |  |                     |  |  |                     |  |
|                       |                     | Costanza d'Altavilla    | Beatrice di Rethel       |  |  |       |  |  |                     |  |  |                     |  |
| Corrado IV di Svevia  |                     | Costanza d'Altavilla    |                          |  |  |       |  |  |                     |  |  |                     |  |
|                       |                     | Giovanni di Brienne     | Erardo II di Brienne     |  |  |       |  |  |                     |  |  |                     |  |
|                       |                     | Giovanni di Brienne     | Erardo II di Brienne     |  |  |       |  |  |                     |  |  |                     |  |
|                       |                     | Giovanni di Brienne     | Agnese di Montfaucon     |  |  |       |  |  |                     |  |  |                     |  |
| Jolanda di Brienne    |                     | Giovanni di Brienne     |                          |  |  |       |  |  |                     |  |  |                     |  |
|                       |                     | Maria del Monferrato    | Corrado del Monferrato   |  |  |       |  |  |                     |  |  |                     |  |
|                       |                     | Maria del Monferrato    | Corrado del Monferrato   |  |  |       |  |  |                     |  |  |                     |  |
|                       |                     | Maria del Monferrato    | Isabella di Gerusalemme  |  |  |       |  |  |                     |  |  |                     |  |
| Corradino di Svevia   |                     | Maria del Monferrato    |                          |  |  |       |  |  |                     |  |  |                     |  |
|                       | Ludovico di Baviera | Ottone I di Baviera     |                          |  |  |       |  |  |                     |  |  |                     |  |
|                       | Ludovico di Baviera | Ottone I di Baviera     |                          |  |  |       |  |  |                     |  |  |                     |  |
|                       | Ludovico di Baviera | Agnese di Loon          |                          |  |  |       |  |  |                     |  |  |                     |  |
| Ottone II di Baviera  | Ludovico di Baviera |                         |                          |  |  |       |  |  |                     |  |  |                     |  |
|                       |                     | Ludmilla di Boemia      | Federico di Boemia       |  |  |       |  |  |                     |  |  |                     |  |
|                       |                     | Ludmilla di Boemia      | Federico di Boemia       |  |  |       |  |  |                     |  |  |                     |  |
|                       |                     | Ludmilla di Boemia      | Elisabetta d'Ungheria    |  |  |       |  |  |                     |  |  |                     |  |
| Elisabetta di Baviera |                     | Ludmilla di Boemia      |                          |  |  |       |  |  |                     |  |  |                     |  |
|                       |                     | Enrico V del Palatinato | Enrico il Leone          |  |  |       |  |  |                     |  |  |                     |  |
|                       |                     | Enrico V del Palatinato | Enrico il Leone          |  |  |       |  |  |                     |  |  |                     |  |
|                       |                     | Enrico V del Palatinato | Matilde di Sassonia      |  |  |       |  |  |                     |  |  |                     |  |
| Agnese del Palatinato |                     | Enrico V del Palatinato |                          |  |  |       |  |  |                     |  |  |                     |  |
|                       |                     | Agnese di Hohenstaufen  | Corrado Hohenstaufen     |  |  |       |  |  |                     |  |  |                     |  |
|                       |                     | Agnese di Hohenstaufen  | Corrado Hohenstaufen     |  |  |       |  |  |                     |  |  |                     |  |
|                       |                     | Agnese di Hohenstaufen  | Irmengarda di Hennenberg |  |  |       |  |  |                     |  |  |                     |  |
|                       |                     | Agnese di Hohenstaufen  |                          |  |  |       |  |  |                     |  |  |                     |  |

## Corradino tra storia e leggenda
La tragica fine dell'ultimo degli Svevi commosse in ogni tempo letterati e artisti, che circondarono di un alone romantico la sua personalità.
Alcune leggende fiorirono già negli anni immediatamente successivi alla sua morte, tutte relative alla sua decapitazione. Una prima versione vuole che Corradino, affrontando con coraggio la sua sorte, gettasse tra la folla un guanto prima di porgere il capo al boia. Questo guanto sarebbe stato raccolto da Giovanni da Procida, medico e già consigliere di Federico II, che poi sarebbe stato tra gli animatori dei Vespri Siciliani, rivolta che sottrasse la Sicilia agli angioini per metterla sotto il dominio aragonese. E proprio durante i Vespri gli insorti sventolavano bandiere su cui era raffigurata una testa mozzata, quella di Corradino.
Altra leggenda vuole che, a esecuzione avvenuta, un'aquila (non a caso simbolo che compare sulle insegne della casata degli Hohenstaufen) piombasse dal cielo, per bagnare un'ala nel sangue di Corradino e poi volare verso il Nord: evidente presagio di vendetta.
Dante ricorda Corradino in un passo del canto XX del Purgatorio:
vittima fé di Curradino; e poi
....»
(Dante Alighieri, Divina Commedia, Purgatorio XX, 67-68)
Il poeta arcadico salentino Antonio Caraccio (Nardò 1630 - Roma 14.2.1702) scrisse una tragedia intitolata Corradino (1684), in cui imita la scena dei terrori notturni di Alvida nel Torrismondo del Tasso.
Francesco Mario Pagano scrisse la tragedia Corradino nel 1789.
Il poeta ottocentesco Aleardo Aleardi gli dedicò una lirica dal titolo Corradino di Svevia. Anche lo storico tedesco Ferdinand Gregorovius dedicò alcuni versi alla vicenda del giovane principe siciliano.
Il compositore italiano Pino Donati gli dedicò un'opera lirica dal titolo Corradino lo svevo nel 1931.
Italo Alighiero Chiusano scrisse il romanzo Konradin nel 1990.
Lo scrittore Giuseppe Pederiali pubblicò nel 2009 il romanzo La vergine napoletana, anch'esso ispirato alle vicende dell'epoca.

## Araldica
Le insegne araldiche associate, dalle varie fonti, al giovane sovrano siciliano sono più d'una, anche in virtù dei diversi titoli detenuti da Corrado. Quale stemma per il regno di Sicilia, egli adoperò l'arme caricata dell'aquila al volo abbassato di nero. Quanto allo smalto del campo, è plausibile che esso fosse d'argento, o almeno fu tale nelle insegne sotto le quali combatté durante la battaglia di Tagliacozzo.
In una delle tavole a corredo del secondo tomo dell'Historia della Città e Regno di Napoli, dello storico napolitano Giovanni Antonio Summonte, è associato, a Corrado, un particolare stemma con aquila bicipite, che nelle pagine precedenti dell'opera è ricondotto anche a Federico II. Sull'aquila, inoltre, caricato in cuore, è presente uno scudetto, il quale, con capo troncato cuneato da parte a parte, è interzato in palo, con, nel primo terziere, tre pini o pigne male ordinate, nel secondo, tre leoni passanti, posti l'uno sull'altro, e, nell'ultimo, la croce di Gerusalemme.

Arme di Svevia-Sicilia, adottato per il Regno di Sicilia
Stemma associato a Corrado, in una delle tavole dell'Historia della Città e Regno di Napoli

Proprio l'arme del regno di Gerusalemme, d'argento, alla croce potenziata d'oro, accantonata da quattro crocette dello stesso metallo, fu appannaggio del giovane Hohenstaufen in quanto investito del relativo titolo reale. Un'altra arme crociata, strettamente connessa allo stemma del regno di Gerusalemme, è rappresentata da un'insegna riprodotta in una miniatura nel Codex Manesse. Si tratta di uno stemma dal campo d'oro, sul quale è posta una croce trifogliata di nero, con il braccio inferiore più lungo degli altri e il piede aguzzo: è da sottolineare che l'attribuzione di tale arme a Corrado sarebbe in rapporto con il titolo di re di Gerusalemme. Per tale insegna, è possibile rinvenire altre due blasonature. Secondo alcune fonti, infatti, una variante dell'arme, fermo restante il metallo del campo, utilizzerebbe, per la croce, l'argento, in luogo del nero. In un'altra variante, invece, il campo muta in argento, mentre la croce è di rosso.

Croce di Gerusalemme
Stemma attribuito a Corrado nel Codex Manesse

Nella produzione iconografica riguardante Corrado, inoltre, non mancano le opere raffiguranti la decapitazione del sovrano siciliano, affiancato dall'arme di Svevia, d'oro ai tre leoni passanti di nero, insegna della casa Hohenstaufen, che fu rappresentativa del ducato di Svevia. In particolare, una delle varianti dell'arme sveva pare essere direttamente connessa alla sorte di Corrado. Essa presenta, in campo d'oro, i tre leoni passanti, raffigurati con la zampa destra di rosso, ovvero grondante di sangue: la tradizione vorrebbe che tale variazione sia stata introdotta, in seguito alla decapitazione dell'ultimo sovrano degli Hohenstaufen, quale segno di lutto e di vendetta.

Arme di Svevia, insegna rappresentativa del ducato di Svevia
Variante dell'arme di Svevia, d'oro, ai tre leoni passanti di nero, alla zampa destra di rosso